# Тихоненков, Игорь Петрович
Игорь Петрович Тихоненков (1927—1961) — российский минералог и петролог. В его честь назван минерал тихоненковит.
В 1956—1961 годах — учёный-секретарь ИМГРЭ (Институт минералогии, геохимии и кристаллохимии редких элементов).
Занимался изучением геохимии редких элементов пегматитов и щелочных массивов.
В результате детального изучения взаимоотношений между минералами контактов рисчорритов и ийолит-уртитов с нефелиновыми сиенитами пришёл к выводу, что рисчорриты возникли путём постмагматической калишппатизации нефелиновых сиенитов, а ийолит-уртиты — в результате последующей нефелинизации фойяитов.
Автор изданной уже после его смерти книги:
- Тихоненков И. П. Нефелиновые сиениты и пегматиты Хибинского массива и роль постмагматических явлений и их формировании». — М.: Изд-во Академии наук СССР, 1963. — 246 с.

Умер в 1961 году на 35-м году жизни. В его честь назван открытый в 1964 г. минерал тихоненковит (Sr,Ca)[AlF4(OH)]•H2O.

## Семья
Жена — Раиса Петровна Тихоненкова (1928 — ?) — советский геохимик, лауреат Государственной премии СССР (1970).